# Управління боротьби з наркотиками
Управлі́ння боротьби́ з нарко́тиками (англ. Drug Enforcement Administration / DEA)  — агентство у складі Міністерства юстиції США, що займається виконанням федерального законодавства про наркотики.
Підпорядковується Управління безпосередньо голові Міністерства — генеральному прокурору США, який призначає директора Управління. У повноваження агентства входить не лише контроль обігу наркотиків всередині країни, але і припинення виробництва цих речовин в іноземних державах, а також антинаркотична пропаганда та протидія антипрогібіціоністським рухам.

## Історія
У 1968 році в результаті об'єднання Федерального бюро з наркотиків (англ. Federal Bureau of Narcotics (FBN)) Міністерства фінансів та Бюро з контролю за зловживанням ліками (англ. Bureau of Drug Abuse Control (BDAC)) Міністерства охорони здоров'я, освіти та добробуту було створено Бюро з наркотиків і небезпечних ліків (англ. Bureau of Narcotics and Dangerous Drugs (BNDD)) Міністерства юстиції. 1 липня 1973 року, за пропозицією президента Ніксона, це Бюро було об'єднано з Управлінням боротьби зі зловживанням наркотиками англ. Office of Drug Abuse Law Enforcement (ODALE) та іншими установами. Так з'явилося Управління боротьби з наркотиками.
Від самого початку своєї діяльності управління приділяє чималу увагу боротьбі з виробництвом та імпортом конопляних психотропних препаратів. Протягом 1970-х років управління провело три великі операції з викорінення посівів конопель у Мексиці, на початку 1980-х перекрило канали постачання марихуани з Колумбії, внаслідок чого наркотик «крек» на деякий час став дешевшим, ніж марихуана, а американські любителі коноплі були змушені переключитися на домашнє вирощування.
В 1982 році в управлінні був створений спеціальний відділ з конопляних препаратів, який зайнявся викоріненням посадок рослини всередині країни. «Конопляних фермерів» виявляють по закупках тепличного обладнання та добрив, замовленнях насіння з Нідерландів, підвищених витратах електроенергії та інших факторах. Плантації коноплі на відкритому ґрунті знищуються за допомогою гербіцидів.

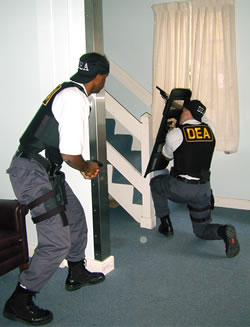
Два агенти управління на тренуванні

На федеральному рівні управління блокує будь-які спроби пом'якшити юридичний статус марихуани. Дирекція управління наполягає на відхиленні всіх пропозицій, пов'язаних з легалізацією «медичної марихуани». Медики, що досліджують конопляні препарати і які рекомендують їх своїм пацієнтам, відчувають постійний тиск управління. У середині 1990-х років агенти управління розгромили кілька великих «клубів покупців» в Каліфорнії та Нью-Йорку, за ґратами опинилися тяжкохворі люди.
Попри те, що управління має стабільну підтримку уряду США, законодавці багатьох штатів останнім часом відкрито протистоять позиції управління з «конопляного питання». В 1996 році медичне вживання конопляних препаратів було легалізовано в штатах Каліфорнія та Аризона, незабаром їхній приклад наслідували ще кілька штатів.